# Dwars door Vlaanderen 2010
La Dwars door Vlaanderen 2010, sessantacinquesima edizione della corsa, si disputò il 24 marzo 2010 su un percorso di 204 km, con partenza a Roeselare ed arrivo a Waregem. Fu vinta dal danese Matti Breschel, che terminò la gara in 4h49'37".

## Squadre e corridori partecipanti
| N.      | Cod. | Squadra                       |
| ------- | ---- | ----------------------------- |
| 1-8     | QST  | Quick Step                    |
| 11-18   | OLO  | Omega Pharma-Lotto            |
| 21-28   | ALM  | AG2R La Mondiale              |
| 31-38   | FDJ  | Française des Jeux            |
| 41-48   | THR  | Team HTC-Columbia             |
| 51-58   | KAT  | Team Katusha                  |
| 61-68   | MRM  | Team Milram                   |
| 71-78   | RAB  | Rabobank                      |
| 81-88   | RSH  | Team RadioShack               |
| 91-98   | SAX  | Team Saxo Bank                |
| 101-108 | SKY  | Sky Professional Cycling Team |
| 111-118 | FOT  | Footon-Servetto               |

| N.      | Cod. | Squadra                      |
| ------- | ---- | ---------------------------- |
| 121-118 | ASA  | Acqua & Sapone               |
| 131-138 | BTL  | Bbox Bouygues Telecom        |
| 141-148 | CTT  | Cervélo TestTeam             |
| 151-158 | COF  | Cofidis, le Crédit en Ligne  |
| 161-168 | LAN  | Landbouwkrediet              |
| 171-178 | SKS  | Skil-Shimano                 |
| 181-188 | TSV  | Topsport Vlaanderen-Mercator |
| 191-198 | VAC  | Vacansoleil Pro Cycling Team |
| 201-208 | XAC  | Xacobeo Galicia              |
| 211-218 | SKT  | An Post-Sean Kelly           |
| 221-228 | PCO  | Palmans-Cras                 |
| 231-238 | WIL  | Willems Verandas             |

## Ordine d'arrivo (Top 10)
| Pos. | Corridore         | Squadra       | Tempo    |
| ---- | ----------------- | ------------- | -------- |
| 1    | Matti Breschel    | Saxo Bank     | 4h49'37" |
| 2    | Björn Leukemans   | Vacansoleil   | a 7"     |
| 3    | Niki Terpstra     | Milram        | s.t.     |
| 4    | Steve Chainel     | Bouygues Tel. | s.t.     |
| 5    | Luca Paolini      | Acqua & Sap.  | s.t.     |
| 6    | Mathew Hayman     | Sky           | s.t.     |
| 7    | Wouter Mol        | Vacansoleil   | s.t.     |
| 8    | Tom Veelers       | Skil          | s.t.     |
| 9    | Stijn Vandenbergh | Katusha       | s.t.     |
| 10   | William Bonnet    | Bouygues Tel. | s.t.     |